# Spanyolország nemzeti parkjai

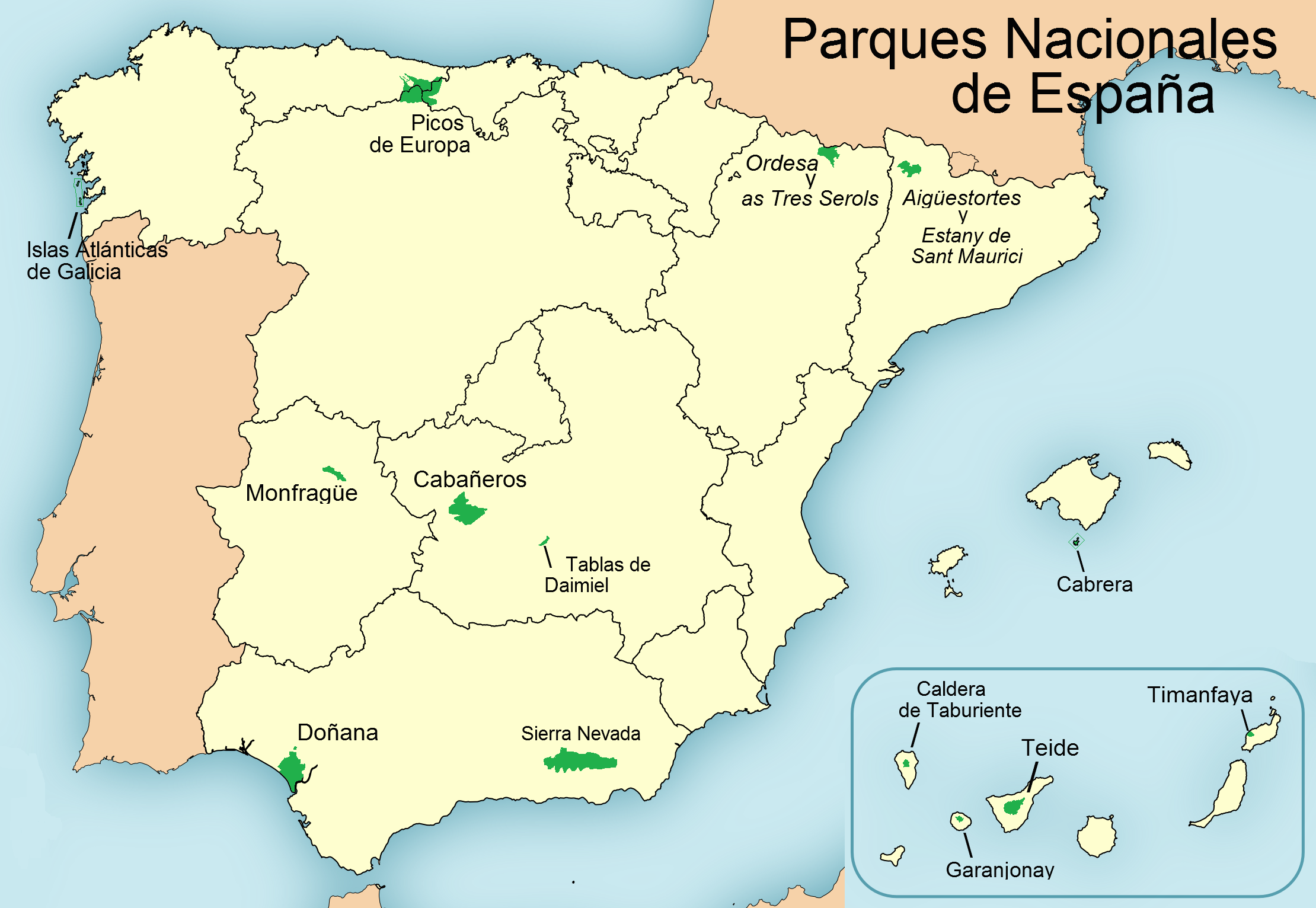
A spanyol nemzeti parkok térképe (a Guadarrama N.P. pozíciója nincs jelezve)

Spanyolország nemzeti parkjainak listája
2017-ben tizenöt nemzeti park van Spanyolországban: tíz az Ibériai-félszigeten, négy a Kanári-szigeteken és egy a Baleár-szigeteken. Az első a Picos de Europa volt 1918-ban, az eddigi utolsó 2013-ban a Sierra de Guadarrama nemzeti parkja.
2009-ben mintegy 10 millióan látogatták meg a spanyol nemzeti parkokat, a Teide N. P. pedig az összes látogató mintegy 30%-át teszi ki. A második leglátogatottabb park a Picos de Europa (18%), a harmadik a Timanfaya (13%). A legkevésbé látogatott parkok a Cabrera (0,60%) és a Cabañeros (0,90%). A 2013-ban több mint 2,5 millió látogatóval a Teide Európa leglátogatottabb nemzeti parkja volt, és a világ hatodik leglátogatottabb parkja.
| név                                   | kép | tartomány                          | autonóm közösség                               | alapítva | terület (hektár) | leírás | forrás |
| ------------------------------------- | --- | ---------------------------------- | ---------------------------------------------- | -------- | ---------------- | --- | ------ |
| Aigüestortes i Estany de Sant Maurici |     | Lleida                             | Katalónia                                      | 1955     | 14 119 ha        | A Pireneusokban két völgyet foglal magába: (Sant Nicolau és L'Escrita) a Noguera Pallaresa és a Noguera Ribagorzana folyók között. Az itt található hegy, a Comaloforno 3033 méter magas. | [ 4 ]  |
| Cabañeros                             |     | Ciudad Real és Toledo              | Kasztília-La Mancha                            | 1995     | 40 856 ha        | A Montes de Toledo hegyvidéki rendszer része. A Rocigalgo, mintegy 1500 m, a legmagasabb hegy a parkban                                                                                   | [ 6 ]  |
| Cabrera Archipelago                   |     | Baleár-szigetek                    | Baleár-szigetek                                | 1991     | 10 021 ha        | A Baleár-szigetek Cabrera tagjából és a környező apró szigetekből áll | [ 8 ]  |
| Caldera de Taburiente                 |     | Santa Cruz de Tenerife (La Palma)  | Kanári-szigetek                                | 1954     | 4690 ha          | La Palma sziget központjában helyezkedik el; a sziget legjelentősebb természeti csodája                                                                                                   | [ 9 ]  |
| Doñana                                |     | Huelva és Sevilla                  | Andalúzia                                      | 1969     | 54 252 ha        | Délnyugat-Spanyolországban található gazdag madárvilággal. Betelepített egypúpú teve csordák is élnek itt.                                                                                | [ 10 ] |
| Garajonay                             |     | Santa Cruz de Tenerife (La Gomera) | Kanári-szigetek                                | 1981     | 3984 ha          | La Gomera fő érdekessége ez a park, amely a sziget területének mintegy 10%-át fogalja el. A kanári babérlombú erdő legteljesebb bemutató helye. 2012 óta bioszféra-rezervátum             | [ 12 ] |
| Guadarrama                            |     | Madrid, Segovia és Ávila           | Madrid (autonóm közösség) és Kasztília és León | 2013     | 33 960 ha        | | [ 13 ] |
| Illas Atlánticas de Galícia           |     | A Coruña és Pontevedra             | Galícia                                        | 2002     | 8480 ha          | | [ 14 ] |
| Monfragüe                             |     | Caceres                            | Extremadura                                    | 2007     | 18 396 ha        | | [ 15 ] |
| Ordesa y Monte Perdido                |     | Huesca                             | Aragónia                                       | 1918     | 15 608 ha        | | [ 16 ] |
| Picos de Europa                       |     | Asztúria, León és Kantábria        | Asztúria, Kasztília és León és Kantábria       | 1918     | 67 127 ha        | A Kantábriai-hegység hegyvidéki területet foglalja magába | [ 17 ] |
| Sierra Nevada                         |     | Granada, Almería, és Málaga        | Andalúzia                                      | 1999     | 85 883 ha        | A park tizenöt hegycsúcsa több mint 3000 m fölé nyúlik, beleértve a Mulhacén-t, az Ibériai-félsziget legmagasabb hegyét, amelynek csúcsa 3482 m.                                          | [ 19 ] |
| Tablas de Daimiel                     |     | Ciudad Real                        | Kasztília-La Mancha                            | 1973     | 3030 ha          | | [ 20 ] |
| Teide                                 |     | Santa Cruz de Tenerife (Tenerife)  | Kanári-szigetek                                | 1954     | 18 990 ha        | Tenerife szigetén a névadó Teide-vulkán és környéke a nemzeti park része; 2007 óta egyben a világörökség része is                                                                         | [ 21 ] |
| Timanfaya                             |     | Las Palmas (Lanzarote)             | Kanári-szigetek                                | 1974     | 5107 ha          | Lanzarote szigetén egy vulkanikus eredetű park; bioszféra-rezervátum és egy madárvédelmi terület (ZEPA). A park Lanzarote fő természeti csodája.                                          | [ 22 ] |